# Ethiopica leucostigmata
Ethiopica leucostigmata là một loài bướm đêm trong họ Noctuidae.